# Liste der IATA-Codes/A
Diese Teilliste führt alle IATA-Flughafencodes auf, die mit „A“ beginnen, und enthält Informationen zu den bezeichneten Verkehrsknotenpunkten.
A AA AB AC AD AE AF AG AH AI AJ AK AL AM AN AO AP AQ AR AS AT AU AV AW AX AY AZ
B BA BB BC BD BE BF BG BH BI BJ BK BL BM BN BO BP BQ BR BS BT BU BV BW BX BY BZ
C CA CB CC CD CE CF CG CH CI CJ CK CL CM CN CO CP CQ CR CS CT CU CV CW CX CY CZ
D DA DB DC DD DE DF DG DH DI DJ DK DL DM DN DO DP DQ DR DS DT DU DV DW DX DY DZ
E EA EB EC ED EE EF EG EH EI EJ EK EL EM EN EO EP EQ ER ES ET EU EV EW EX EY EZ
F FA FB FC FD FE FF FG FH FI FJ FK FL FM FN FO FP FQ FR FS FT FU FV FW FX FY FZ
G GA GB GC GD GE GF GG GH GI GJ GK GL GM GN GO GP GQ GR GS GT GU GV GW GX GY GZ
H HA HB HC HD HE HF HG HH HI HJ HK HL HM HN HO HP HQ HR HS HT HU HV HW HX HY HZ
I IA IB IC ID IE IF IG IH II IJ IK IL IM IN IO IP IQ IR IS IT IU IV IW IX IY IZ
J JA JB JC JD JE JF JG JH JI JJ JK JL JM JN JO JP JQ JR JS JT JU JV JW JX JY JZ
K KA KB KC KD KE KF KG KH KI KJ KK KL KM KN KO KP KQ KR KS KT KU KV KW KX KY KZ
L LA LB LC LD LE LF LG LH LI LJ LK LL LM LN LO LP LQ LR LS LT LU LV LW LX LY LZ
M MA MB MC MD ME MF MG MH MI MJ MK ML MM MN MO MP MQ MR MS MT MU MV MW MX MY MZ
N NA NB NC ND NE NF NG NH NI NJ NK NL NM NN NO NP NQ NR NS NT NU NV NW NX NY NZ
O OA OB OC OD OE OF OG OH OI OJ OK OL OM ON OO OP OQ OR OS OT OU OV OW OX OY OZ
P PA PB PC PD PE PF PG PH PI PJ PK PL PM PN PO PP PQ PR PS PT PU PV PW PX PY PZ
Q QA QB QC QD QE QF QG QH QI QJ QK QL QM QN QO QP QQ QR QS QT QU QV QW QX QY QZ
R RA RB RC RD RE RF RG RH RI RJ RK RL RM RN RO RP RQ RR RS RT RU RV RW RX RY RZ
S SA SB SC SD SE SF SG SH SI SJ SK SL SM SN SO SP SQ SR SS ST SU SV SW SX SY SZ
T TA TB TC TD TE TF TG TH TI TJ TK TL TM TN TO TP TQ TR TS TT TU TV TW TX TY TZ
U UA UB UC UD UE UF UG UH UI UJ UK UL UM UN UO UP UQ UR US UT UU UV UW UX UY UZ
V VA VB VC VD VE VF VG VH VI VJ VK VL VM VN VO VP VQ VR VS VT VU VV VW VX VY VZ
W WA WB WC WD WE WF WG WH WI WJ WK WL WM WN WO WP WQ WR WS WT WU WV WW WX WY WZ
X XA XB XC XD XE XF XG XH XI XJ XK XL XM XN XO XP XQ XR XS XT XU XV XW XX XY XZ
Y YA YB YC YD YE YF YG YH YI YJ YK YL YM YN YO YP YQ YR YS YT YU YV YW YX YY YZ
Z ZA ZB ZC ZD ZE ZF ZG ZH ZI ZJ ZK ZL ZM ZN ZO ZP ZQ ZR ZS ZT ZU ZV ZW ZX ZY ZZ

## AA
| IATA | ICAO | Flughafen                       | Ort            | Region              | Land                         |
| ---- | ---- | ------------------------------- | -------------- | ------------------- | ---------------------------- |
| AAA  | NTGA | Flughafen Anaa                  | Anaa           | Tuamotu-Archipel    | Französisch-Polynesien       |
| AAB  | YARY | Flugplatz Arrabury              | Arrabury       | Queensland          | Australien                   |
| AAC  | HEAR | Flughafen al-Arisch             | al-Arisch      | Schimal Sina        | Ägypten                      |
| AAD  | –    | Flughafen Adaado                | Adaado         | Galguduud           | Somalia                      |
| AAE  | DABB | Flughafen Annaba                | Annaba         | Annaba              | Algerien                     |
| AAF  | KAAF | Apalachicola Regional Airport   | Apalachicola   | Florida             | Vereinigte Staaten           |
| AAG  | SSYA | Flughafen Arapoti               | Arapoti        | Paraná              | Brasilien                    |
| AAH  | EDKA | Flugplatz Aachen-Merzbrück      | Würselen       | Nordrhein-Westfalen | Deutschland                  |
| AAI  | SWRA | Flughafen Arraias               | Arraias        | Tocantins           | Brasilien                    |
| AAJ  | SMCA | Cayana Airstrip                 | Awaradam       | Sipaliwini          | Suriname                     |
| AAK  | NGUK | Flugplatz Aranuka               | Aranuka        | Gilbertinseln       | Kiribati                     |
| AAL  | EKYT | Flughafen Aalborg               | Aalborg        | Nordjylland         | Dänemark                     |
| AAM  | FAMD | Flughafen Mala Mala             | Mala Mala      | Mpumalanga          | Südafrika                    |
| AAN  | OMAL | Flughafen Al-Ain                | al-Ain         | Abu Dhabi           | Vereinigte Arabische Emirate |
| AAO  | SVAN | Flughafen Anaco                 | Anaco          | Anzoátegui          | Venezuela                    |
| AAP  | WALS | Samarinda International Airport | Samarinda      | Kalimantan Timur    | Indonesien                   |
| AAQ  | URKA | Flughafen Anapa                 | Anapa          | Krasnodar           | Russland                     |
| AAR  | EKAH | Flughafen Aarhus                | Aarhus         | Midtjylland         | Dänemark                     |
| AAS  | –    | Flughafen Apalapsili            | Apalapsili     | Papua               | Indonesien                   |
| AAT  | ZWAT | Flughafen Altay                 | Altay          | Xinjiang            | Volksrepublik China          |
| AAU  | NSAU | Flugplatz Asau                  | Asau           | Vaisigano           | Samoa                        |
| AAV  | RPMA | Flughafen Allah Valley          | Surallah       | South Cotabato      | Philippinen                  |
| AAX  | SBAX | Flughafen Araxá                 | Araxá          | Minas Gerais        | Brasilien                    |
| AAY  | OYGD | Flughafen al-Ghaida             | al-Ghaida      | al-Mahra            | Jemen                        |
| AAZ  | MGQZ | Flughafen Quetzaltenango        | Quetzaltenango | Quetzaltenango      | Guatemala                    |

## AB
| IATA | ICAO | Flughafen                           | Ort                        | Region                    | Land                   |
| ---- | ---- | ----------------------------------- | -------------------------- | ------------------------- | ---------------------- |
| ABA  | UNAA | Flughafen Abakan                    | Abakan                     | Chakassien                | Russland               |
| ABB  | DNAS | Flughafen Asaba                     | Asaba                      | Delta                     | Nigeria                |
| ABC  | LEAB | Flughafen Los Llanos                | Albacete                   | Provinz Albacete          | Spanien                |
| ABD  | OIAA | Flughafen Abadan                    | Abadan                     | Chuzestan                 | Iran                   |
| ABE  | KABE | Lehigh Valley International Airport | Allentown-Bethlehem-Easton | Pennsylvania              | Vereinigte Staaten     |
| ABF  | NGAB | Flugplatz Abaiang                   | Abaiang                    | Gilbertinseln             | Kiribati               |
| ABG  | –    | Flughafen Abingdon                  | Abingdon                   | Queensland                | Australien             |
| ABH  | YAPH | Flughafen Alpha                     | Alpha                      | Queensland                | Australien             |
| ABI  | KABI | Abilene Regional Airport            | Abilene                    | Texas                     | Vereinigte Staaten     |
| ABJ  | DIAP | Flughafen Abidjan                   | Abidjan                    | Lagunes                   | Elfenbeinküste         |
| ABK  | HAKD | Flughafen Kebri Dehar               | Kebri Dehar                | Somali                    | Äthiopien              |
| ABL  | PAFM | Flughafen Ambler                    | Ambler                     | Alaska                    | Vereinigte Staaten     |
| ABM  | YBAM | Northern Peninsula Airport          | Bamaga                     | Queensland                | Australien             |
| ABN  | SMBN | Flugplatz Albina                    | Albina                     | Marowijne                 | Suriname               |
| ABO  | DIAO | Flugplatz Aboisso                   | Aboisso                    | Sud-Comoé                 | Elfenbeinküste         |
| ABP  | –    | Flughafen Atkamba                   | Atkamba                    | Western Province          | Papua-Neuguinea        |
| ABQ  | KABQ | Albuquerque International Sunport   | Albuquerque                | New Mexico                | Vereinigte Staaten     |
| ABR  | KABR | Aberdeen Regional Airport           | Aberdeen                   | South Dakota              | Vereinigte Staaten     |
| ABS  | HEBL | Flughafen Abu Simbel                | Abu Simbel                 | Aswan                     | Ägypten                |
| ABT  | OEBA | Flughafen al-Baha                   | al-Baha                    | al-Baha                   | Saudi-Arabien          |
| ABU  | WATA | Flughafen Atambua                   | Atambua                    | Ost-Nusa Tenggara         | Indonesien             |
| ABV  | DNAA | Flughafen Abuja                     | Abuja                      | Federal Capital Territory | Nigeria                |
| ABW  | –    | Flughafen Abau                      | Abau                       | Central Province          | Papua-Neuguinea        |
| ABX  | YMAY | Flughafen Albury                    | Albury                     | New South Wales           | Australien             |
| ABY  | KABY | Flughafen Albany                    | Albany                     | Georgia                   | Vereinigte Staaten     |
| ABZ  | EGPD | Flughafen Aberdeen International    | Aberdeen                   | Schottland                | Vereinigtes Königreich |

## AC
| IATA | ICAO | Flughafen                           | Ort                         | Region                   | Land                |
| ---- | ---- | ----------------------------------- | --------------------------- | ------------------------ | ------------------- |
| ACA  | MMAA | Flughafen Acapulco                  | Acapulco                    | Guerrero                 | Mexiko              |
| ACB  | KACB | Flughafen Antrim County             | Bellaire                    | Michigan                 | Vereinigte Staaten  |
| ACC  | DGAC | Flughafen Accra                     | Accra                       | Greater Accra Region     | Ghana               |
| ACD  | SKAD | Flughafen Acandi                    | Acandi                      | Chocó                    | Kolumbien           |
| ACE  | GCRR | Flughafen Arrecife                  | Arrecife                    | Kanarische Inseln        | Spanien             |
| ACH  | LSZR | Flugplatz St. Gallen-Altenrhein     | Altenrhein                  | St. Gallen               | Schweiz             |
| ACI  | EGJA | Alderney Airport                    | Alderney                    | Bailiwick of Guernsey    | Kanalinseln         |
| ACJ  | KACJ | Flughafen Americus                  | Americus                    | Georgia                  | Vereinigte Staaten  |
| ACK  | KACK | Nantucket Memorial Airport          | Nantucket                   | Massachusetts            | Vereinigte Staaten  |
| ACL  | SKAG | Flughafen Aguaclara                 | Aguaclara                   | Cúcuta                   | Kolumbien           |
| ACM  | –    | Flugplatz Puerto Arica              | Puerto Arica                | Amazonas                 | Kolumbien           |
| ACN  | MMCC | Flughafen Ciudad Acuña              | Ciudad Acuña                | Coahuila                 | Mexiko              |
| ACO  | LSZD | Flughafen Ascona                    | Ascona                      | Tessin                   | Schweiz             |
| ACP  | KACP | Allen Parish Airport                | Oakdale                     | Louisiana                | Vereinigte Staaten  |
| ACQ  | KACQ | Flughafen Waseca                    | Waseca                      | Minnesota                | Vereinigte Staaten  |
| ACR  | SKAC | Flughafen Araracuara                | Araracuara                  | Guainía                  | Kolumbien           |
| ACS  | –    | Flughafen Atschinsk                 | Atschinsk                   | Krasnojarsk              | Russland            |
| ACT  | KACT | Flughafen Waco                      | Waco                        | Texas                    | Vereinigte Staaten  |
| ACU  | –    | Achutupo                            | Achutupo                    |                          | Panama              |
| ACV  | KACV | Arcata-Eureka Airport               | McKinleyville/Arcata/Eureka | Kalifornien              | Vereinigte Staaten  |
| ACX  | –    | Flughafen Xingyi                    | Xingyi                      | Guizhou                  | Volksrepublik China |
| ACY  | KACY | Atlantic City International Airport | Atlantic City               | New Jersey               | Vereinigte Staaten  |
| ACZ  | OIZB | Flughafen Zabol                     | Zabol                       | Sistan und Belutschistan | Iran                |

## AD
| IATA | ICAO | Flughafen                                 | Ort                | Region                     | Land                   |
| ---- | ---- | ----------------------------------------- | ------------------ | -------------------------- | ---------------------- |
| ADA  | LTAF | Flughafen Adana, Şakirpaşa                | Adana              | Adana                      | Türkei                 |
| ADB  | LTBJ | Flughafen Izmir, Adnan Menderes           | Izmir              | İzmir                      | Türkei                 |
| ADC  | –    | Flughafen Andakombe                       | Andakombe          |                            | Papua-Neuguinea        |
| ADD  | HAAB | Flughafen Addis Abeba, Bole               | Addis Abeba        |                            | Äthiopien              |
| ADE  | OYAA | Flughafen Aden                            | Aden               | ʿAdan                      | Jemen                  |
| ADF  | LTCP | Flughafen Adıyaman                        | Adıyaman           | Adıyaman                   | Türkei                 |
| ADF  | LTAP | Militärflugplatz Adıyaman, Incirlik       | Adıyaman           | Adıyaman                   | Türkei                 |
| ADG  | KADG | Flughafen Lenawee County                  | Adrian             | Michigan                   | Vereinigte Staaten     |
| ADH  | UEEA | Flughafen Aldan                           | Aldan              | Sacha                      | Russland               |
| ADI  | FYAR | Flughafen Arandis                         | Arandis-Swakopmund | Erongo                     | Namibia                |
| ADJ  | OJAM | Flughafen Marka International             | Amman              | Amman                      | Jordanien              |
| ADK  | PADK | Flughafen Adak, Island Naval              | Adak               | Alaska                     | Vereinigte Staaten     |
| ADL  | YPAD | Flughafen Adelaide, International         | Adelaide           | South Australia            | Australien             |
| ADM  | KADM | Flughafen Ardmore, Municipal Airport      | Ardmore            | Oklahoma                   | Vereinigte Staaten     |
| ADN  | SKAN | Flughafen Andes                           | Andes              | Antioquia                  | Kolumbien              |
| ADO  | –    | Flughafen Andamooka                       | Andamooka          | South Australia            | Australien             |
| ADP  | VCCA | Militärflugplatz Anuradhapura             | Anuradhapura       | Nördliche Zentralprovinz   | Sri Lanka              |
| ADQ  | PADQ | Flughafen Kodiak                          | Kodiak             | Alaska                     | Vereinigte Staaten     |
| ADR  | KADR | Flughafen Andres, Municipal Airport       | Andrews            | South Carolina             | Vereinigte Staaten     |
| ADS  | KADS | Flughafen Addison                         | Addison            | Texas                      | Vereinigte Staaten     |
| ADT  | KADT | Flughafen Atwood-Rawlins County           | Atwod              | Kansas                     | Vereinigte Staaten     |
| ADU  | OITL | Flughafen Ardabil                         | Ardabil            | Ardabil                    | Iran                   |
| ADV  | –    | Flughafen Andover                         | Andover            | England                    | Vereinigtes Königreich |
| ADW  | KADW | Andrews Air Force Base                    | Camp Springs       | Maryland                   | Vereinigte Staaten     |
| ADX  | EGQL | Militärflugplatz St Andrews, RAF Leuchars | St Andrews         | Schottland                 | Vereinigtes Königreich |
| ADY  | –    | Flughafen Alldays                         | Alldays            | Limpopo                    | Südafrika              |
| ADZ  | SKSP | Flughafen San Andrés                      | San Andrés         | San Andrés und Providencia | Kolumbien              |

## AE
| IATA | ICAO | Flughafen                        | Ort             | Region            | Land                                   |
| ---- | ---- | -------------------------------- | --------------- | ----------------- | -------------------------------------- |
| AEA  | NGTB | Flugplatz Abemama                | Abemama         | Gilbertinseln     | Kiribati                               |
| AEB  | –    | Youjiang Airport                 | Bose (Guangxi)  | Guangxi           | Volksrepublik China                    |
| AED  | PARD | Aleneva Airport                  | Aleneva         | Alaska            | Vereinigte Staaten                     |
| AEE  | –    | Adareil Airport                  |                 | Upper Nile        | Südsudan                               |
| AEG  | WIME | Aek Godang Airport               | Aek Godang      | Sumatra Utara     | Indonesien                             |
| AEH  | FTTC | Flughafen Abéché                 | Abéché          | Wadai             | Tschad                                 |
| AEI  | LEAG | Helipuerto de Algeciras          | Algeciras       | Andalusien        | Spanien                                |
| AEK  | –    | Aseki Airport                    | Aseki           | Morobe            | Papua-Neuguinea                        |
| AEL  | KAEL | Albert Lea Municipal Airport     | Albert Lea      | Minnesota         | Vereinigte Staaten                     |
| AEO  | GQNA | Flughafen Ayoûn el-Atroûs        | Ayoûn el-Atroûs | Hodh El Gharbi    | Mauretanien                            |
| AEP  | SABE | Aeroparque Jorge Newbery         | Buenos Aires    |                   | Argentinien                            |
| AER  | URSS | Flughafen Sotschi                | Sotschi         | Südrussland       | Russland                               |
| AES  | ENAL | Flughafen Vigra                  | Ålesund (Vigra) | Møre og Romsdal   | Norwegen                               |
| AET  | PFAL | Flugplatz Allakaket              | Allakaket       | Alaska            | Vereinigte Staaten                     |
| AEU  | –    |                                  | Abu Musa        |                   | Iran bzw. Vereinigte Arabische Emirate |
| AEX  | KAEX | Alexandria International Airport | Alexandria      | Louisiana         | Vereinigte Staaten                     |
| AEY  | BIAR | Akureyri Airport                 | Akureyri        | Norðurland eystra | Island                                 |

## AF
| IATA | ICAO | Flughafen                       | Ort              | Region                 | Land               |
| ---- | ---- | ------------------------------- | ---------------- | ---------------------- | ------------------ |
| AFA  | SAMR | Flughafen San Rafael            | San Rafael       | Mendoza                | Argentinien        |
| AFD  | FAPA | Port Alfred Airport             | Port Alfred      | Ostkap                 | Südafrika          |
| AFF  | KAFF | United States Air Force Academy | Colorado Springs | Colorado               | Vereinigte Staaten |
| AFI  | SKAM | Aeropuerto de Amalfi            | Amalfi           | Antioquia              | Kolumbien          |
| AFK  | –    | Kondavattavan Tank SPB          | Ampara           | Ostprovinz (Sri Lanka) | Sri Lanka          |
| AFL  | SBAT | Alta Floresta Airport           | Alta Floresta    | Mato Grosso            | Brasilien          |
| AFN  | KAFN | Jaffrey Airfield Silver Ranch   | Jaffrey          | New Hampshire          | Vereinigte Staaten |
| AFO  | KAFO | Afton Municipal Airport         | Afton            | Wyoming                | Vereinigte Staaten |
| AFR  | –    | Afore Airport                   | Afore            | Oro                    | Papua-Neuguinea    |
| AFS  | UTSN | Zarafshan Airport               | Zarafshan        | Provinz Navoiy         | Usbekistan         |
| AFT  | AGAF | Afutara Airport                 | Afutara          |                        | Salomonen          |
| AFW  | KAFW | Fort Worth Alliance Airport     | Fort Worth       | Texas                  | Vereinigte Staaten |
| AFY  | LTAH | Afyon Airport                   | Afyon            | Afyonkarahisar         | Türkei             |
| AFZ  | OIMS | Sabzevar Airport                | Sabzevar         | Razavi-Chorasan        | Iran               |

## AG
| IATA | ICAO | Flughafen                          | Ort                       | Region             | Land               |
| ---- | ---- | ---------------------------------- | ------------------------- | ------------------ | ------------------ |
| AGA  | GMAD | Flughafen Al Massira               | Agadir                    | Souss-Massa-Daraâ  | Marokko            |
| AGB  | EDMA | Flugplatz Augsburg                 | Augsburg                  | Bayern             | Deutschland        |
| AGC  | KAGC | Allegheny County Airport           | West Mifflin              | Pennsylvania       | Vereinigte Staaten |
| AGD  | –    | Anggi Airport                      | Anggi                     | Irian Jaya Barat   | Indonesien         |
| AGE  | EDWG | Verkehrslandeplatz Wangerooge      | Wangerooge                | Niedersachsen      | Deutschland        |
| AGF  | LFBA | Flughafen Agen – La Garenne        | Agen                      | Nouvelle-Aquitaine | Frankreich         |
| AGG  | –    | Angoram Airport                    | Angoram                   | East Sepik         | Papua-Neuguinea    |
| AGH  | ESTA | Flughafen Ängelholm-Helsingborg    | Ängelholm (Helsingborg)   | Skåne län          | Schweden           |
| AGI  | SMWA | Wageningen Airport                 | Wageningen                | Nickerie           | Suriname           |
| AGJ  | RORA | Aguni Airport                      | Aguni                     | Okinawa            | Japan              |
| AGK  | –    | Kagua Airport                      | Kagua                     | Southern Highlands | Papua-Neuguinea    |
| AGL  | –    | Wanigela Airport                   | Wanigela                  | Oro                | Papua-Neuguinea    |
| AGM  | BGAM | Tasiilaq Heliport                  | Ammassalik                |                    | Grönland           |
| AGN  | PAGN | Angoon Seaplane Base               | Angoon (Admiralty Island) | Alaska             | Vereinigte Staaten |
| AGO  | KAGO | Magnolia Municipal Airport         | Magnolia                  | Arkansas           | Vereinigte Staaten |
| AGP  | LEMG | Aeropuerto Internacional de Málaga | Málaga                    | Málaga             | Spanien            |
| AGQ  | LGAG | Agrinion Airport                   | Agrinion                  | Westgriechenland   | Griechenland       |
| AGR  | VIAG | Flughafen Agra                     | Agra                      | Uttar Pradesh      | Indien             |
| AGS  | KAGS | Regionalflughafen Augusta          | Augusta                   | Georgia            | Vereinigte Staaten |
| AGT  | SGES | Aeropuerto Internacional Guaraní   | Ciudad del Este           | Alto Paraná        | Paraguay           |
| AGU  | MMAS | Flughafen Aguascalientes           | Aguascalientes            | Aguascalientes     | Mexiko             |
| AGV  | SVAC | Oswaldo Guevara Mujica Airport     | Acarigua                  | Portuguesa         | Venezuela          |
| AGW  | –    | Agnew Airport                      | Agnew                     | Queensland         | Australien         |
| AGX  | VOAT | Agatti Island Airport              | Agatti                    | Lakshadweep        | Indien             |
| AGY  | –    | Argyle Downs Airport               | Argyle Downs              | Western Australia  | Australien         |
| AGZ  | FAAG | Aggeneys Airport                   | Aggeneys                  | Northern Cape      | Südafrika          |

## AH
| IATA | ICAO | Flughafen                     | Ort           | Region                       | Land                   |
| ---- | ---- | ----------------------------- | ------------- | ---------------------------- | ---------------------- |
| AHA  | RORG | Naha Air Force Base           | Naha          | Präfektur Okinawa            | Japan                  |
| AHB  | OEAB | Flughafen Abha                | Abha          | Asir                         | Saudi-Arabien          |
| AHC  | KAHC | Amedee Army Air Field         | Herlong       | Kalifornien                  | Vereinigte Staaten     |
| AHD  | KADM | Ardmore Municipal Airport     | Ardmore       | Oklahoma                     | Vereinigte Staaten     |
| AHE  | NTHE | Ahe Airport                   | Ahe           | Tuamotu-Archipel             | Französisch-Polynesien |
| AHF  | –    | Arapahoe Municipal Airport    | Arapahoe      | Nebraska                     | Vereinigte Staaten     |
| AHH  | KAHH | Amery Municipal Airport       | Amery         | Wisconsin                    | Vereinigte Staaten     |
| AHI  | WAPA | Amahai Airport                | Amahai        | Maluku                       | Indonesien             |
| AHJ  | ZUHY | Hongyuan Airport              | Ngawa         | Sichuan                      | Volksrepublik China    |
| AHL  | SYAH | Aishalton Airport             | Aishalton     | Upper Takutu-Upper Essequibo | Guyana                 |
| AHM  | –    | Ashland Municipal Airport     | Ashland       | Oregon                       | Vereinigte Staaten     |
| AHN  | KAHN | Athens/Ben Epps Airport       | Athens        | Georgia                      | Vereinigte Staaten     |
| AHO  | LIEA | Aeroporto di Alghero-Fertilia | Alghero       | Sardinien                    | Italien                |
| AHQ  | KAHQ | Wahoo Municipal Airport       | Wahoo         | Nebraska                     | Vereinigte Staaten     |
| AHS  | –    | Ahuas Airport                 | Ahuas         | Gracias a Dios               | Honduras               |
| AHT  | –    | Amchitka Island Airport       | Amchitka      | Alaska                       | Vereinigte Staaten     |
| AHU  | GMTA | Flughafen Cherif El Idrissi   | Al Hoceïma    | Taza-Al Hoceïma-Taounate     | Marokko                |
| AHW  | –    | Saih Rawl Airport             |               |                              | Oman                   |
| AHY  | –    | Ambatolahy Airport            | Ambatolahy    | Menabe                       | Madagaskar             |
| AHZ  | –    | Alpe d'Huez Airport           | L’Alpe d’Huez | Auvergne-Rhône-Alpes         | Frankreich             |

## AI
| IATA | ICAO | Flughafen                    | Ort               | Region              | Land                         |
| ---- | ---- | ---------------------------- | ----------------- | ------------------- | ---------------------------- |
| AIA  | KAIA | Alliance Municipal Airport   | Alliance          | Nebraska            | Vereinigte Staaten           |
| AIB  | –    | Anita Bay Airport            | Anita Bay         | Alaska              | Vereinigte Staaten           |
| AIC  | –    | Flugplatz Ailinglaplap Airok | Airok             | Ailinglaplap        | Marshallinseln               |
| AID  | KAID | Anderson Municipal Airport   | Anderson          | Indiana             | Vereinigte Staaten           |
| AIE  | –    | Aiome Airport                | Aiome             | Madang Province     | Papua-Neuguinea              |
| AIF  | SNAX | Flughafen Assis              | Assis             | São Paulo           | Brasilien                    |
| AIG  | FEFY | Flugplatz Yalinga            | Yalinga           | Haute-Kotto         | Zentralafrikanische Republik |
| AIH  | –    | Aiambak Airport              | Aiambak           | Western Province    | Papua-Neuguinea              |
| AII  | HDAS | Flugplatz Ali Sabieh         | Ali Sabieh        | Ali Sabieh          | Dschibuti                    |
| AIK  | KAIK | Aiken Municipal Airport      | Aiken             | South Carolina      | Vereinigte Staaten           |
| AIL  | –    | Ailigandi Airport            | Ailigandi         | Kuna Yala           | Panama                       |
| AIM  | –    | Flugplatz Ailuk              | Ailuk             | Ailuk               | Marshallinseln               |
| AIN  | PAWT | Wainwright Airport           | Wainwright        | Alaska              | Vereinigte Staaten           |
| AIO  | KAIO | Atlantic Municipal Airport   | Atlantic          | Iowa                | Vereinigte Staaten           |
| AIP  | –    | Ailinglaplap Airport         | Ailinglapalap     | Ailinglapalap-Atoll | Marshallinseln               |
| AIR  | –    | Aripuanã Airport             | Aripuanã          | Mato Grosso         | Brasilien                    |
| AIS  | NGTR | Flugplatz Arorae             | Arorae            | Gilbertinseln       | Kiribati                     |
| AIT  | NCAI | Flughafen Aitutaki           | Aitutaki          | –                   | Cookinseln                   |
| AIU  | NCAT | Flugplatz Atiu               | Atiu              | –                   | Cookinseln                   |
| AIV  | KAIV | George Downer Airport        | Aliceville        | Alabama             | Vereinigte Staaten           |
| AIW  | –    |                              | Ai-Ais            |                     | Namibia                      |
| AIY  | KAIY | Bader Field                  | Atlantic City     | New Jersey          | Vereinigte Staaten           |
| AIZ  | KAIZ | Lee C. Fine Memorial Airport | Kaiser/Lake Ozark | Missouri            | Vereinigte Staaten           |

## AJ
| IATA | ICAO | Flughafen                        | Ort            | Region              | Land               |
| ---- | ---- | -------------------------------- | -------------- | ------------------- | ------------------ |
| AJA  | LFKJ | Flughafen Ajaccio                | Ajaccio        | Korsika             | Frankreich         |
| AJF  | OESK | Flughafen al-Dschauf             | Sakaka         | al-Dschauf          | Saudi-Arabien      |
| AJG  | KAJG | Mount Carmel Municipal Airport   | Mount Carmel   | Illinois            | Vereinigte Staaten |
| AJI  | LTCO | Flughafen Ağrı-Ahmed-i Hani      | Ağrı           | Ağrı                | Türkei             |
| AJJ  | GQNJ | Flugplatz Akjoujt                | Akjoujt        | Inchiri             | Mauretanien        |
| AJK  | OIHR | Flughafen Arak                   | Arak           | Markazi             | Iran               |
| AJL  | VELP | Flughafen Aizawl                 | Aizawl         | Mizoram             | Indien             |
| AJN  | FMCV | Ouani Airport                    | Anjouan        |                     | Komoren            |
| AJR  | ESNX | Arvidsjaur Airport               | Arvidsjaur     | Norrbottens län     | Schweden           |
| AJS  | –    | Abreojos Airport                 | Punta Abreojos | Baja California Sur | Mexiko             |
| AJU  | SBAR | Flughafen Aracaju                | Aracaju        | Sergipe             | Brasilien          |
| AJY  | DRZA | Mano Dayak International Airport | Agadez         | Agadez              | Niger              |

## AK
| IATA | ICAO | Flughafen                        | Ort            | Region         | Land                   |
| ---- | ---- | -------------------------------- | -------------- | -------------- | ---------------------- |
| AKA  | ZLAK |                                  | Ankang         | Shaanxi        | Volksrepublik China    |
| AKB  | PAAK | Flugplatz Atka                   | Atka           | Alaska         | Vereinigte Staaten     |
| AKC  | KAKR |                                  | Akron          | Ohio           | Vereinigte Staaten     |
| AKD  | VAAK |                                  | Akola          | Maharashtra    | Indien                 |
| AKE  | FOGA | Flughafen Akiéni                 | Akiéni         | Haut-Ogooué    | Gabun                  |
| AKF  | HLKF | Flughafen Kufra                  | Kufra          | al-Kufra       | Libyen                 |
| AKG  | –    |                                  | Anguganak      | Sandaun        | Papua-Neuguinea        |
| AKH  | OEKJ | Prinz Sultan Air Base            | Al Kharj       |                | Saudi-Arabien          |
| AKI  | –    | Akiak Airport                    | Akiak          | Alaska         | Vereinigte Staaten     |
| AKJ  | RJEC | Flughafen Asahikawa              | Asahikawa      | Hokkaidō       | Japan                  |
| AKK  | PAKH | Akhiok Airport                   | Akhiok         | Alaska         | Vereinigte Staaten     |
| AKL  | NZAA | Auckland International Airport   | Auckland       | Auckland       | Neuseeland             |
| AKM  | –    | Flugplatz Zakouma                | Zakouma        | Salamat        | Tschad                 |
| AKN  | PAKN | King Salmon Airport              | King Salmon    | Alaska         | Vereinigte Staaten     |
| AKO  | KAKO | Akron-Washington County Airport  | Akron          | Colorado       | Vereinigte Staaten     |
| AKP  | PAKP | Flugplatz Anaktuvuk Pass         | Anaktuvuk Pass | Alaska         | Vereinigte Staaten     |
| AKQ  | WIKG |                                  | Astra Ksetra   | Lampung        | Indonesien             |
| AKR  | DNAK |                                  | Akure          | Ondo           | Nigeria                |
| AKS  | AGGA |                                  | Auki           | Malaita        | Salomonen              |
| AKT  | LCRA | Royal Air Force Station Akrotiri | Akrotiri       |                | Vereinigtes Königreich |
| AKU  | ZWAK |                                  | Aksu           | Xinjiang       | China                  |
| AKV  | CYKO | Akulivik Airport                 | Akulivik       | Québec         | Kanada                 |
| AKW  | OIAG | Aghajari Airport                 |                |                | Iran                   |
| AKX  | UATT | Aktyubinsk                       | Aqtöbe         | Aqtöbe         | Kasachstan             |
| AKY  | VYSW |                                  | Sittwe         | Rakhaing-Staat | Myanmar                |

## AL
| IATA | ICAO | Flughafen                         | Ort                | Region            | Land               |
| ---- | ---- | --------------------------------- | ------------------ | ----------------- | ------------------ |
| ALA  | UAAA | Flughafen Almaty                  | Almaty (Alma-Ata)  | Almaty            | Kasachstan         |
| ALB  | KALB | Albany International Airport      | Albany             | New York          | Vereinigte Staaten |
| ALC  | LEAL | Aeropuerto de Alicante            | Alicante (Alacant) | Valencia          | Spanien            |
| ALD  | SPAR | Alerta Airport                    | Alerta             | Madre de Dios     | Peru               |
| ALE  | –    | Alpine-Casparis Municipal Airport | Alpine             | Texas             | Vereinigte Staaten |
| ALF  | ENAT | Flughafen Alta                    | Alta               | Finnmark          | Norwegen           |
| ALG  | DAAG | Flughafen Houari Boumediene       | Algier             | Algier            | Algerien           |
| ALH  | YABA |                                   | Albany             | Western Australia | Australien         |
| ALI  | KALI | Alice International Airport       | Alice              | Texas             | Vereinigte Staaten |
| ALJ  | FAAB |                                   | Alexander Bay      | Nordkap           | Südafrika          |
| ALK  | –    |                                   | Assela             | Oromiyaa          | Äthiopien          |
| ALL  | LIMG | Flughafen Albenga                 | Albenga            | Ligurien          | Italien            |
| ALM  | KALM | Alamogordo-White Sands Airport    | Alamogordo         | New Mexico        | Vereinigte Staaten |
| ALN  | KALN | St. Louis Regional Airport        | Alton              | Illinois          | Vereinigte Staaten |
| ALO  | KALO | Waterloo Municipal Airport        | Waterloo           | Iowa              | Vereinigte Staaten |
| ALP  | OSAP | Flughafen Aleppo                  | Aleppo             | Aleppo            | Syrien             |
| ALQ  | SSAL |                                   | Alegrete           | Rio Grande do Sul | Brasilien          |
| ALR  | NZLX |                                   | Alexandra          | Otago             | Neuseeland         |
| ALS  | KALS | San Luis Valley Airport           | Alamosa            | Colorado          | Vereinigte Staaten |
| ALT  | –    |                                   | Alenquer           | Pará              | Brasilien          |
| ALU  | HCMA |                                   | Aluula             | Bari              | Somalia            |
| ALV  | –    | Andorra la Vella Heliport         | Andorra la Vella   |                   | Andorra            |
| ALW  | KALW | Walla Walla Regional Airport      | Walla Walla        | Washington        | Vereinigte Staaten |
| ALX  | KALX | Flughafen „Thomas C. Russell“     | Alexander City     | Alabama           | Vereinigte Staaten |
| ALY  | HEAX | Flughafen Alexandria El Nouzha    | Alexandria         | Al-Iskandariyya   | Ägypten            |
| ALZ  | –    | Alitak Seaplane Base              | Alitak             | Alaska            | Vereinigte Staaten |

## AM
| IATA | ICAO | Flughafen                                                | Ort              | Region                                                   | Land               |
| ---- | ---- | -------------------------------------------------------- | ---------------- | -------------------------------------------------------- | ------------------ |
| AMA  | KAMA | Rick Husband Amarillo International Airport              | Amarillo         | Texas                                                    | Vereinigte Staaten |
| AMB  | FMNE |                                                          | Ambilobe         | Antsiranana                                              | Madagaskar         |
| AMC  | FTTN | Flughafen Am Timan                                       | Am Timan         | Salamat                                                  | Tschad             |
| AMD  | VAAH | Ahmedabad Sardar Vallabhbhai Patel International Airport | Ahmedabad        | Gujarat                                                  | Indien             |
| AME  | –    |                                                          | Alto Molocue     | Zambezia                                                 | Mosambik           |
| AMF  | –    |                                                          | Ama              | West New Britain                                         | Papua-Neuguinea    |
| AMG  | –    |                                                          | Amboin           | East Sepik                                               | Papua-Neuguinea    |
| AMH  | HAAM |                                                          | Arba Minch       | Region der südlichen Nationen, Nationalitäten und Völker | Äthiopien          |
| AMI  | WRRA | Selaparang                                               | Mataram          | West-Nusa Tenggara                                       | Indonesien         |
| AMJ  | SNAR |                                                          | Almenara         | Minas Gerais                                             | Brasilien          |
| AMK  | –    | Animas Air Park                                          | Durango          | Colorado                                                 | Vereinigte Staaten |
| AML  | –    |                                                          | Puerto Armuelles | Chiriquí                                                 | Panama             |
| AMM  | OJAI | Internationaler Flughafen „Königin Alia“                 | Amman            | Amman                                                    | Jordanien          |
| AMN  | KAMN | Gratiot Community Airport                                | Alma             | Michigan                                                 | Vereinigte Staaten |
| AMO  | FTTU | Flugplatz Mao                                            | Mao              | Kanem                                                    | Tschad             |
| AMP  | FMSY |                                                          | Ampanihy         | Toliara                                                  | Madagaskar         |
| AMQ  | WAPP | Flughafen Pattimura                                      | Ambon            | Maluku                                                   | Indonesien         |
| AMR  | –    |                                                          | Arno-Atoll       | Ratak-Kette                                              | Marshallinseln     |
| AMS  | EHAM | Flughafen Amsterdam Schiphol                             | Amsterdam        | Nordholland                                              | Niederlande        |
| AMT  | YAMT |                                                          | Amata            | South Australia                                          | Australien         |
| AMU  | –    |                                                          | Amanab           | Sandaun                                                  | Papua-Neuguinea    |
| AMV  | ULDD |                                                          | Amderma          | Autonomer Kreis der Nenzen                               | Russland           |
| AMW  | KAMW | Ames Municipal Airport                                   | Ames             | Iowa                                                     | Vereinigte Staaten |
| AMX  | –    |                                                          | Ammaroo          | Northern Territory                                       | Australien         |
| AMY  | –    |                                                          | Ambatomainty     | Mahajanga                                                | Madagaskar         |
| AMZ  | NZAR |                                                          | Ardmore          | Auckland                                                 | Neuseeland         |

## AN
| IATA | ICAO | Flughafen                                   | Ort                | Region                | Land                |
| ---- | ---- | ------------------------------------------- | ------------------ | --------------------- | ------------------- |
| ANA  | –    | Orange County Steel Salvage Heliport        | Anaheim/Disneyland | Kalifornien           | Vereinigte Staaten  |
| ANB  | KANB | Anniston Metropolitan Airport               | Anniston           | Alabama               | Vereinigte Staaten  |
| ANC  | PANC | Ted Stevens Anchorage International Airport | Anchorage          | Alaska                | Vereinigte Staaten  |
| AND  | KAND | Anderson County Airport                     | Anderson           | South Carolina        | Vereinigte Staaten  |
| ANE  | LFRA |                                             | Angers             | Pays de la Loire      | Frankreich          |
| ANF  | SCFA | Aeropuerto Internacional Cerro Moreno       | Antofagasta        | Región de Antofagasta | Chile               |
| ANG  | LFBU | Flughafen Angoulême-Cognac                  | Angoulême          | Nouvelle-Aquitaine    | Frankreich          |
| ANH  | –    | Anuha Island Resort                         | Anuha              |                       | Salomonen           |
| ANI  | PANI | Flughafen Aniak                             | Aniak              | Alaska                | Vereinigte Staaten  |
| ANJ  | FCBZ |                                             | Zanaga             | Lékoumou              | Republik Kongo      |
| ANK  | LTAD | Etimesgut                                   | Ankara             | Ankara                | Türkei              |
| ANL  | –    |                                             | Andulo             | Provinz Bié           | Angola              |
| ANM  | FMNH |                                             | Antalaha           | Antsiranana           | Madagaskar          |
| ANN  | PANT | Flugplatz Annette Island                    | Metlakatla         | Alaska                | Vereinigte Staaten  |
| ANO  | FQAG | Antonio Enes                                | Angoche            | Nampula               | Mosambik            |
| ANP  | KANP | Lee Airport                                 | Annapolis          | Maryland              | Vereinigte Staaten  |
| ANQ  | KANQ | Tri-State Steuben County                    | Angola             | Indiana               | Vereinigte Staaten  |
| ANR  | EBAW | Antwerp International Airport               | Antwerpen (Deurne) | Flandern              | Belgien             |
| ANS  | SPHY | Flughafen Andahuaylas                       | Andahuaylas        | Apurímac              | Peru                |
| ANU  | TAPA | V. C. Bird International Airport            | Saint John’s       | Antigua               | Antigua und Barbuda |
| ANV  | PANV | Anvik Airport                               | Anvik              | Alaska                | Vereinigte Staaten  |
| ANW  | KANW | Ainsworth Municipal Airport                 | Ainsworth          | Nebraska              | Vereinigte Staaten  |
| ANX  | ENAN | Flughafen Andøya, Andenes                   | Andoya/Andenes     | Nordland              | Norwegen            |
| ANY  | KANY | Anthony Municipal Airport                   | Anthony            | Kansas                | Vereinigte Staaten  |
| ANZ  | –    |                                             | Angus Downs        | Northern Territory    | Australien          |

## AO
| IATA | ICAO | Flughafen                                        | Ort                | Region            | Land               |
| ---- | ---- | ------------------------------------------------ | ------------------ | ----------------- | ------------------ |
| AOA  | –    |                                                  | Aroa               | Central Province  | Papua-Neuguinea    |
| AOB  | –    |                                                  | Annanberg          | Madang            | Papua-Neuguinea    |
| AOC  | EDAC | Leipzig-Altenburg Airport                        | Altenburg          | Thüringen         | Deutschland        |
| AOD  | –    | Flugplatz Aboudeïa                               | Aboudeïa           | Salamat           | Tschad             |
| AOE  | LTBY | Flughafen Eskişehir-Anadolu                      | Eskişehir          | Eskişehir         | Türkei             |
| AOG  | ZYAS |                                                  | Anshan             | Liaoning          | China              |
| AOH  | KAOH | Allen County Airport                             | Lima               | Ohio              | Vereinigte Staaten |
| AOI  | LIPY | Aeroporto di Ancona-Falconara „Raffaello Sanzio“ | Ancona             | Marken            | Italien            |
| AOJ  | RJSA | Flughafen Aomori                                 | Aomori             | Präfektur Aomori  | Japan              |
| AOK  | LGKP | Flughafen Karpathos                              | Karpathos          | Südliche Ägäis    | Griechenland       |
| AOL  | SARL | Flughafen Paso de los Libres                     | Paso de los Libres | Corrientes        | Argentinien        |
| AOM  | –    |                                                  | Adam               | ad-Dachiliyya     | Oman               |
| AON  | –    |                                                  | Arona              | Eastern Highlands | Papua-Neuguinea    |
| AOO  | KAOO | Altoona–Blair County Airport                     | Altoona            | Pennsylvania      | Vereinigte Staaten |
| AOP  | –    | Alfredo V. Sara Bauer Airport                    | Andoas             | Provinz Pastaza   | Ecuador            |
| AOR  | WMKA | Flughafen Sultan Abdul Halim, Alor Star          | Alor Setar         | Kedah             | Malaysia           |
| AOS  | –    | Amook Bay Seaplane Base                          | Amook              | Alaska            | Vereinigte Staaten |
| AOT  | LIMW |                                                  | Aosta              | Aostatal          | Italien            |
| AOU  | VLAP |                                                  | Attapeu            | Attapeu           | Laos               |
| AOV  | KAOV | Ava Bill Martin Memorial Airport                 | Ava                | Missouri          | Vereinigte Staaten |

## AP
| IATA | ICAO | Flughafen                       | Ort                  | Region           | Land                   |
| ---- | ---- | ------------------------------- | -------------------- | ---------------- | ---------------------- |
| APA  | KAPA | Centennial Airport              | Denver               | Colorado         | Vereinigte Staaten     |
| APB  | SLAP | Flugplatz Apolo                 | Apolo                | La Paz           | Bolivien               |
| APC  | KAPC | Napa County Airport             | Napa                 | Kalifornien      | Vereinigte Staaten     |
| APE  | SPAO |                                 | San Juan de Aposento | Madre de Dios    | Peru                   |
| APF  | KAPF | Flughafen Naples                | Naples               | Florida          | Vereinigte Staaten     |
| APG  | KAPG | Aberdeen Proving Ground         | Aberdeen             | Maryland         | Vereinigte Staaten     |
| APH  | KAPH | Fort A. P. Hill                 | Bowling Green        | Virginia         | Vereinigte Staaten     |
| API  | SKAP |                                 | Apiay                | Meta             | Kolumbien              |
| APK  | NTGD |                                 | Apataki              | Tuamotu-Archipel | Französisch-Polynesien |
| APL  | FQNP | Flughafen Nampula               | Nampula              | Nampula          | Mosambik               |
| APN  | KAPN | Regionalflughafen Alpena County | Alpena               | Michigan         | Vereinigte Staaten     |
| APO  | SKLC | Flughafen Apartadó              | Apartadó             | Antioquia        | Kolumbien              |
| APP  | –    |                                 | Asapa                | Oro              | Papua-Neuguinea        |
| APQ  | –    |                                 | Arapiraca            | Alagoas          | Brasilien              |
| APR  | –    |                                 | April River          | East Sepik       | Papua-Neuguinea        |
| APS  | SBAN |                                 | Anápolis             | Goiás            | Brasilien              |
| APT  | KAPT | Marion County Airport           | Jasper               | Tennessee        | Vereinigte Staaten     |
| APU  | SSAP |                                 | Apucarana            | Paraná           | Brasilien              |
| APV  | KAPV | Apple Valley Airport            | Apple Valley         | Kalifornien      | Vereinigte Staaten     |
| APW  | NSFA | Flughafen Faleolo               | Apia                 | Tuamasaga        | Samoa                  |
| APX  | –    | Flughafen Arapongas             | Arapongas            | Paraná           | Brasilien              |
| APY  | –    |                                 | Alto do Parnaiba     | Piauí            | Brasilien              |
| APZ  | SAHZ |                                 | Zapala               | Neuquén          | Argentinien            |

## AQ
| IATA | ICAO | Flughafen                                    | Ort                   | Region          | Land                |
| ---- | ---- | -------------------------------------------- | --------------------- | --------------- | ------------------- |
| AQA  | SBAQ | Flughafen Araraquara                         | Araraquara            | São Paulo       | Brasilien           |
| AQB  | MGQC |                                              | Santa Cruz del Quiché | El Quiché       | Guatemala           |
| AQC  | PAQC | Klawock Seaplane Base                        | Klawock               | Alaska          | Vereinigte Staaten  |
| AQG  | ZSAQ |                                              | Anqing                | Anhui           | Volksrepublik China |
| AQH  | PAQH | Quinhagak Airport                            | Quinhagak             | Alaska          | Vereinigte Staaten  |
| AQI  | OEPA | Flughafen Hafar al-Batin                     | Hafar al-Batin        | asch-Scharqiyya | Saudi-Arabien       |
| AQJ  | OJAQ | King Hussein International Airport           | Aqaba                 | Aqaba           | Jordanien           |
| AQM  | –    |                                              | Ariquemes             | Rondônia        | Brasilien           |
| AQP  | SPQU | Internationaler Flughafen „Rodríguez Ballón“ | Arequipa              | Arequipa        | Peru                |
| AQS  | –    |                                              | Saqani                | Northern        | Fidschi             |
| AQT  | PAQT | Nuiqsut Airport                              | Nuiqsut               | Alaska          | Vereinigte Staaten  |
| AQY  | –    |                                              | Alyeska/Girdwood      | Alaska          | Vereinigte Staaten  |

## AR
| IATA | ICAO | Flughafen                                    | Ort                        | Region                       | Land               |
| ---- | ---- | -------------------------------------------- | -------------------------- | ---------------------------- | ------------------ |
| ARA  | KARA | Acadiana Regional Airport                    | New Iberia                 | Louisiana                    | Vereinigte Staaten |
| ARB  | KARB | Ann Arbor Municipal Airport                  | Ann Arbor                  | Michigan                     | Vereinigte Staaten |
| ARC  | PARC | Flughafen Arctic Village                     | Arctic Village             | Alaska                       | Vereinigte Staaten |
| ARD  | –    |                                              | Alor                       | Ost-Nusa Tenggara            | Indonesien         |
| ARE  | –    | Flughafen Arecibo, Antonio (Nery) Juarbe Pol | Arecibo                    | Arecibo                      | Puerto Rico        |
| ARF  | –    |                                              | Acaricuara                 | Vaupés                       | Kolumbien          |
| ARG  | KARG | Walnut Ridge Regional Airport                | Walnut Ridge               | Arkansas                     | Vereinigte Staaten |
| ARH  | ULAA | Flughafen Talagi                             | Archangelsk                | Nordwestrussland             | Russland           |
| ARI  | SCAR | Aeropuerto Internacional Chacalluta          | Arica                      | Región de Arica y Parinacota | Chile              |
| ARJ  | WAJA |                                              | Arso                       | Westneuguinea                | Indonesien         |
| ARK  | HTAR | Flughafen Arusha                             | Arusha                     | Arusha                       | Tansania           |
| ARL  | –    |                                              | Arly                       |                              | Burkina Faso       |
| ARM  | YARM |                                              | Armidale                   | New South Wales              | Australien         |
| ARN  | ESSA | Flughafen Stockholm/Arlanda                  | Stockholm                  | Stockholms län               | Schweden           |
| ARO  | –    |                                              | Arboletes                  | Antioquia                    | Kolumbien          |
| ARP  | –    |                                              | Aragip                     | Milne Bay                    | Papua-Neuguinea    |
| ARQ  | –    |                                              | Arauquita                  | Arauca                       | Kolumbien          |
| ARR  | SAVR |                                              | Alto Río Senguer           | Región Patagonia Argentina   | Argentinien        |
| ARS  | –    |                                              | Aragarças                  | Goiás                        | Brasilien          |
| ART  | KART | Watertown International Airport              | Watertown (City, New York) | New York                     | Vereinigte Staaten |
| ARU  | SBAU | Flughafen Araçatuba                          | Araçatuba                  | São Paulo                    | Brasilien          |
| ARV  | KARV |                                              | Minocqua/Woodruff          | Wisconsin                    | Vereinigte Staaten |
| ARW  | LRAR | Flughafen Arad                               | Arad                       | Kreis Arad                   | Rumänien           |
| ARX  | SBAC | Flughafen Aracati                            | Aracati                    | Ceará                        | Brasilien          |
| ARY  | YARA |                                              | Ararat                     | Victoria                     | Australien         |
| ARZ  | FNZE |                                              | N’Zeto                     | Zaire                        | Angola             |

## AS
| IATA | ICAO | Flughafen                                  | Ort                   | Region               | Land               |
| ---- | ---- | ------------------------------------------ | --------------------- | -------------------- | ------------------ |
| ASA  | HHSB | Flughafen Assab                            | Assab                 | Debubawi Kayih Bahri | Eritrea            |
| ASB  | UTAA | Flughafen Aşgabat                          | Aşgabat               | Aşgabat şäheri       | Turkmenistan       |
| ASC  | SLAS |                                            | Ascención de Guarayos | Santa Cruz           | Bolivien           |
| ASD  | MYAF | Andros Town Airport                        | Andros                | Central Andros       | Bahamas            |
| ASE  | KASE | Aspen/Pitkin County Airport                | Aspen                 | Colorado             | Vereinigte Staaten |
| ASF  | URWA |                                            | Astrachan             | Südrussland          | Russland           |
| ASG  | NZAS |                                            | Ashburton             | Canterbury           | Neuseeland         |
| ASH  | KASH | Boire Field                                | Nashua                | New Hampshire        | Vereinigte Staaten |
| ASI  | FHAW | Wideawake Field                            | Georgetown            | Ascension            | St. Helena         |
| ASJ  | RJKA | Flughafen Amami                            | Amami                 | Präfektur Kagoshima  | Japan              |
| ASK  | DIYO | Flughafen Yamoussoukro                     | Yamoussoukro          | Lacs                 | Elfenbeinküste     |
| ASL  | KASL | Harrison County Airport                    | Marshall              | Texas                | Vereinigte Staaten |
| ASM  | HHAS | Asmara International Airport               | Asmara                | Maekel               | Eritrea            |
| ASN  | KASN | Talladega Municipal Airport                | Talladega             | Alabama              | Vereinigte Staaten |
| ASO  | HASO | Flughafen Asosa                            | Asosa                 | Benishangul-Gumuz    | Äthiopien          |
| ASP  | YBAS | Alice Springs Airport                      | Alice Springs         | Northern Territory   | Australien         |
| ASQ  | –    | Austin Airport                             | Austin                | Nevada               | Vereinigte Staaten |
| ASR  | LTAU | Erkilet International Airport              | Kayseri               | Kayseri              | Türkei             |
| AST  | KAST | Port of Astoria Airport                    | Astoria               | Oregon               | Vereinigte Staaten |
| ASU  | SGAS | Aeropuerto Internacional Silvio Pettirossi | Asunción              | Distrito Capital     | Paraguay           |
| ASV  | HKAM |                                            | Amboseli              | Rift Valley          | Kenia              |
| ASW  | HESN | Aswan - Daraw Airport                      | Assuan                | Aswan                | Ägypten            |
| ASX  | KASX |                                            | Ashland               | Wisconsin            | Vereinigte Staaten |
| ASY  | KASY | Ashley Municipal Airport                   | Ashley                | North Dakota         | Vereinigte Staaten |
| ASZ  | –    |                                            | Asirim                |                      | Papua-Neuguinea    |

## AT
| IATA | ICAO | Flughafen                                        | Ort           | Region       | Land               |
| ---- | ---- | ------------------------------------------------ | ------------- | ------------ | ------------------ |
| ATA  | SPHZ | Aeropuerto Comandante FAP Germán Arias Graziani  | Anta          | Ancash       | Peru               |
| ATB  | HSAT | Flughafen Atbara                                 | Atbara        | Nahr an-Nil  | Sudan              |
| ATC  | MYCA | Arthur's Town Airport                            | Arthur's Town | Cat Island   | Bahamas            |
| ATD  | AGAT | Uru Harbour                                      | Atoifi        | Central      | Salomonen          |
| ATE  | –    | Antlers Municipal Airport                        | Antlers       | Oklahoma     | Vereinigte Staaten |
| ATF  | SEAM | Flughafen Ambato                                 | Ambato        | Tungurahua   | Ecuador            |
| ATH  | LGAV | Flughafen Athen-Eleftherios Venizelos            | Athen         | Attika       | Griechenland       |
| ATI  | SUAG | Flughafen Artigas                                | Artigas       | Artigas      | Uruguay            |
| ATJ  | FMME |                                                  | Antsirabe     | Antananarivo | Madagaskar         |
| ATK  | PATQ | Flugplatz Atqasuk                                | Atqasuk       | Alaska       | Vereinigte Staaten |
| ATL  | KATL | Hartsfield–Jackson Atlanta International Airport | Atlanta       | Georgia      | Vereinigte Staaten |
| ATM  | SBHT | Flughafen Altamira                               | Altamira      | Pará         | Brasilien          |
| ATN  | –    |                                                  | Namatanai     | New Ireland  | Papua-Neuguinea    |
| ATO  | –    | Ohio University Airport                          | Athens        | Ohio         | Vereinigte Staaten |
| ATP  | –    |                                                  | Aitape        | Sandaun      | Papua-Neuguinea    |
| ATQ  | VIAR | Raja Sansi International Airport                 | Amritsar      | Punjab       | Indien             |
| ATR  | GQPA | Flughafen Atar                                   | Atar          | Adrar        | Mauretanien        |
| ATS  | KATS | Artesia Municipal Airport                        | Artesia       | New Mexico   | Vereinigte Staaten |
| ATT  | –    | Atmautluak Airport                               | Atmautluak    | Alaska       | Vereinigte Staaten |
| ATU  | PATU | Casco Cove Coast Guard Station                   | Attu Station  | Alaska       | Vereinigte Staaten |
| ATV  | FTTI | Flugplatz Ati                                    | Ati           | Batha        | Tschad             |
| ATW  | KATW | Outagamie County Regional Airport                | Appleton      | Wisconsin    | Vereinigte Staaten |
| ATX  | –    | Flughafen Atbassar                               | Atbassar      | Aqmola       | Kasachstan         |
| ATY  | KATY | Regionalflughafen Watertown                      | Watertown     | South Dakota | Vereinigte Staaten |
| ATZ  | HEAT | Flughafen Assiut                                 | Assiut        | Asyut        | Ägypten            |

## AU
| IATA | ICAO | Flughafen                              | Ort             | Region                  | Land                         |
| ---- | ---- | -------------------------------------- | --------------- | ----------------------- | ---------------------------- |
| AUA  | TNCA | Aeropuerto Internacional Reina Beatrix | Oranjestad      | Aruba                   | Königreich der Niederlande   |
| AUB  | –    |                                        | Itaúba          | Mato Grosso             | Brasilien                    |
| AUC  | SKUC | Aeropuerto Santiago Pérez              | Arauca          | Arauca                  | Kolumbien                    |
| AUD  | YAGD |                                        | Augustus Downs  | Queensland              | Australien                   |
| AUE  | –    |                                        | Abu Rudeis      | Dschanub Sina           | Ägypten                      |
| AUF  | LFLA | Flugplatz Auxerre-Branches             | Auxerre         | Bourgogne-Franche-Comté | Frankreich                   |
| AUG  | KAUG | Augusta State Airport                  | Augusta         | Maine                   | Vereinigte Staaten           |
| AUH  | OMAA | Abu Dhabi International Airport        | Abu Dhabi       | Abu Dhabi               | Vereinigte Arabische Emirate |
| AUI  | –    |                                        | Aua             | Manus                   | Papua-Neuguinea              |
| AUJ  | –    |                                        | Ambunti         | East Sepik              | Papua-Neuguinea              |
| AUK  | –    | Alakanuk Airport                       | Alakanuk        | Alaska                  | Vereinigte Staaten           |
| AUL  | –    | Flugplatz Aur                          | Aur             | Aur                     | Marshallinseln               |
| AUM  | KAUM | Austin Municipal Airport               | Austin          | Minnesota               | Vereinigte Staaten           |
| AUN  | KAUN | Auburn Municipal Airport               | Auburn          | Kalifornien             | Vereinigte Staaten           |
| AUO  | KAUO | Auburn University Regional Airport     | Auburn-Opelika  | Alabama                 | Vereinigte Staaten           |
| AUP  | –    |                                        | Agaun           | Milne Bay               | Papua-Neuguinea              |
| AUQ  | NTMN | Flughafen Atuona                       | Atuona          | Marquesas-Inseln        | Französisch-Polynesien       |
| AUR  | LFLW | Flughafen Aurillac                     | Aurillac        | Auvergne-Rhône-Alpes    | Frankreich                   |
| AUS  | KAUS | Austin-Bergstrom International Airport | Austin          | Texas                   | Vereinigte Staaten           |
| AUT  | WPAT |                                        | Atauro          | Dili                    | Osttimor                     |
| AUU  | YAUR |                                        | Aurukun Mission | Queensland              | Australien                   |
| AUV  | –    |                                        | Aumo            | West New Britain        | Papua-Neuguinea              |
| AUW  | KAUW | Wau Municipal Airport                  | Wausau          | Wisconsin               | Vereinigte Staaten           |
| AUX  | –    |                                        | Araguaína       | Tocantins               | Brasilien                    |
| AUY  | –    |                                        | Anatom          | Tafea                   | Vanuatu                      |
| AUZ  | KARR | Aurora Municipal Airport               | Aurora          | Illinois                | Vereinigte Staaten           |

## AV
| IATA | ICAO | Flughafen                                            | Ort                   | Region                     | Land                |
| ---- | ---- | ---------------------------------------------------- | --------------------- | -------------------------- | ------------------- |
| AVA  | –    | Huang Guo Shu Airport                                | Anshun                | Guizhou                    | Volksrepublik China |
| AVB  | LIPA | Aviano Air Base                                      | Aviano                | Friaul-Julisch Venetien    | Italien             |
| AVC  | KAVC | Mecklenburg-Brunswick Regional Airport               | South Hill            | Virginia                   | Vereinigte Staaten  |
| AVD  | LFOA |                                                      | Avord                 | Centre-Val de Loire        | Frankreich          |
| AVE  | KAVE | Avenal Airport                                       | Avenal                | Kalifornien                | Vereinigte Staaten  |
| AVF  | –    |                                                      | Avoriaz               | Auvergne-Rhône-Alpes       | Frankreich          |
| AVG  | –    |                                                      | Auvergne              | Northern Territory         | Australien          |
| AVI  | MUCA | Maximo Gomez                                         | Ciego de Ávila        | Ciego de Ávila             | Kuba                |
| AVK  | ZMAH | Arvaikheer Airport, wird nicht bedient               | Arwaicheer            | Öwörchangai-Aimag          | Mongolei            |
| AVL  | KAVL | Asheville Regional Airport                           | Asheville             | North Carolina             | Vereinigte Staaten  |
| AVN  | LFMV | Caumont                                              | Avignon               | Provence-Alpes-Côte d’Azur | Frankreich          |
| AVO  | KAVO | Avon Park Municipal Airport                          | Avon Park             | Florida                    | Vereinigte Staaten  |
| AVP  | KAVP | Wilkes-Barre/Scranton Int. Airport                   | Wilkes-Barre          | Pennsylvania               | Vereinigte Staaten  |
| AVU  | AGGJ |                                                      | Avu Avu               | Central                    | Salomonen           |
| AVV  | YMAV | Avalon Airport                                       | Geelong               | Victoria                   | Australien          |
| AVW  | KAVQ | Marana Regional Airport, ehemals Avra Valley Airport | Marana                | Arizona                    | Vereinigte Staaten  |
| AVX  | KAVX | Avalon Bay                                           | Santa Catalina Island | Kalifornien                | Vereinigte Staaten  |

## AW
| IATA | ICAO | Flughafen                      | Ort           | Region                                                   | Land               |
| ---- | ---- | ------------------------------ | ------------- | -------------------------------------------------------- | ------------------ |
| AWA  | HALA |                                | Awassa        | Region der südlichen Nationen, Nationalitäten und Völker | Äthiopien          |
| AWB  | –    |                                | Awaba         | Western Province                                         | Papua-Neuguinea    |
| AWD  | NVVB |                                | Aniwa         | Tafea                                                    | Vanuatu            |
| AWE  | –    |                                | Alowe         | Ogooué-Maritime                                          | Gabun              |
| AWG  | KAWG | Washington Municipal Airport   | Washington    | Iowa                                                     | Vereinigte Staaten |
| AWH  | –    |                                | Awareh        |                                                          | Äthiopien          |
| AWK  | PWAK | Flugplatz Wake Island          | Wake          | Außengebiet der Vereinigten Staaten                      | Vereinigte Staaten |
| AWM  | KAWM | West Memphis Municipal Airport | West Memphis  | Arkansas                                                 | Vereinigte Staaten |
| AWN  | –    |                                | Alton Downs   | South Australia                                          | Australien         |
| AWP  | –    |                                | Austral Downs | Northern Territory                                       | Australien         |
| AWR  | –    |                                | Awar          | Morobe                                                   | Papua-Neuguinea    |
| AWZ  | OIAW |                                | Ahvaz         | Chuzestan                                                | Iran               |

## AX
| IATA | ICAO | Flughafen                                             | Ort            | Region             | Land                   |
| ---- | ---- | ----------------------------------------------------- | -------------- | ------------------ | ---------------------- |
| AXA  | TQPF | Flughafen Wallblake                                   | The Valley     | Anguilla           | Vereinigtes Königreich |
| AXB  | –    | Flughafen Maxson Airfield                             | Alexandria Bay | New York           | Vereinigte Staaten     |
| AXC  | YAMC |                                                       | Aramac         | Queensland         | Australien             |
| AXD  | LGAL | Internationaler Flughafen Alexandroupoli „Dimokritos“ | Alexandroupoli | Thrakien           | Griechenland           |
| AXE  | –    | Xanxere                                               |                | Santa Catarina     | Brasilien              |
| AXF  | –    | Alxa Left Banner Airport                              |                | Linkes Alxa-Banner | Volksrepublik China    |
| AXG  | KAXA | Kommunaler Flughafen Algona                           | Algona         | Iowa               | Vereinigte Staaten     |
| AXH  | KAXH | Flughafen Houston-Southwest                           | Houston        | Texas              | Vereinigte Staaten     |
| AXJ  | RJDA | Flughafen Amakusa                                     | Amakusa        | Kyūshū             | Japan                  |
| AXK  | OYAT | Flughafen ʿAtaq                                       | ʿAtaq          | Schabwa            | Jemen                  |
| AXL  | –    |                                                       | Alexandria     | Northern Territory | Australien             |
| AXM  | SKAR | Flughafen Armenia                                     | Armenia        | Quindío            | Kolumbien              |
| AXN  | KAXN | Flughafen Chandler Field                              | Alexandria     | Minnesota          | Vereinigte Staaten     |
| AXP  | MYAP |                                                       | Spring Point   | Acklins            | Bahamas                |
| AXR  | NTGU |                                                       | Arutua         | Tuamotu-Archipel   | Französisch-Polynesien |
| AXS  | KAXS | Regionalflughafen Altus/Quartz Mountain               | Altus          | Oklahoma           | Vereinigte Staaten     |
| AXT  | RJSK | Flughafen Akita                                       | Akita          | Tōhoku             | Japan                  |
| AXU  | HAAX |                                                       | Aksum          | Tigray             | Äthiopien              |
| AXV  | KAXV | Flughafen Neil Armstrong                              | Wapakoneta     | Ohio               | Vereinigte Staaten     |
| AXX  | KAXX |                                                       | Angel Fire     | New Mexico         | Vereinigte Staaten     |

## AY
| IATA | ICAO | Flughafen                                | Ort                        | Region                | Land                         |
| ---- | ---- | ---------------------------------------- | -------------------------- | --------------------- | ---------------------------- |
| AYA  | –    |                                          | Ayapel                     | Córdoba               | Kolumbien                    |
| AYC  | –    |                                          | Ayacucho                   | Cesar                 | Kolumbien                    |
| AYD  | –    |                                          | Alroy Downs                | Northern Territory    | Australien                   |
| AYE  | –    | Army Air Field                           | Ayer/Fort Devens           | Massachusetts         | Vereinigte Staaten           |
| AYG  | SKYA |                                          | Yaguara                    | Huila                 | Kolumbien                    |
| AYH  | EGWZ | RAF Alconbury                            | Alconbury                  | England               | Vereinigtes Königreich       |
| AYI  | –    |                                          | Yari                       | Nariño                | Kolumbien                    |
| AYJ  | –    | Army National Guard                      | Lincoln (Nebraska)         | Nebraska              | Vereinigte Staaten           |
| AYK  | UAUR | Flughafen Arqalyq                        | Arqalyq                    | Qostanai              | Kasachstan                   |
| AYL  | –    |                                          | Anthony Lagoon             | Northern Territory    | Australien                   |
| AYM  | –    | Yas Island SPB                           | Yas-Insel                  | Abu Dhabi             | Vereinigte Arabische Emirate |
| AYN  | ZHAY |                                          | Anyang                     | Henan                 | Volksrepublik China          |
| AYO  | SGAY | Juan de Ayolas Airport                   | Ayolas                     | Departamento Misiones | Paraguay                     |
| AYP  | SPHO | Flughafen Ayacucho                       | Ayacucho                   | Ayacucho              | Peru                         |
| AYQ  | YAYE |                                          | Yulara (Uluṟu, Ayers Rock) | Northern Territory    | Australien                   |
| AYR  | YAYR |                                          | Ayr                        | Queensland            | Australien                   |
| AYS  | KAYS | Ware County Airport                      | Waycross                   | Georgia               | Vereinigte Staaten           |
| AYT  | LTAI | Flughafen Antalya                        | Antalya                    | Mittelmeerregion      | Türkei                       |
| AYU  | –    |                                          | Aiyura                     | Eastern Highlands     | Papua-Neuguinea              |
| AYW  | –    |                                          | Ayawasi                    | Irian Jaya Barat      | Indonesien                   |
| AYX  | SPAY | Tnte. Gral. Gerardo Pérez Pinedo Airport | Atalaya                    | Ucayali               | Peru                         |
| AYY  | –    |                                          | al-Baidā'                  | al-Baidā'             | Jemen                        |
| AYZ  | –    |                                          | Amityville                 | New York              | Vereinigte Staaten           |

## AZ
| IATA | ICAO | Flughafen                                    | Ort                  | Region             | Land                         |
| ---- | ---- | -------------------------------------------- | -------------------- | ------------------ | ---------------------------- |
| AZA  | KIWA | Phoenix-Mesa Gateway Airport                 | Phoenix              | Arizona            | Vereinigte Staaten           |
| AZB  | –    |                                              | Amazon Bay           | Central Province   | Papua-Neuguinea              |
| AZD  | OIYY | Flughafen Shahid Sadooghi                    | Yazd                 | Yazd               | Iran                         |
| AZE  | KAZE | Hazlehurst Airport                           | Hazlehurst           | Georgia            | Vereinigte Staaten           |
| AZG  | –    | Pablo-L.-Sidar-Flughafen                     | Apatzingán           | Michoacán          | Mexiko                       |
| AZH  | VEAH | Flughafen Azamgarh                           | Azamgarh             | Uttar Pradesh      | Indien                       |
| AZI  | OMAD | al-Bateen                                    | Abu Dhabi            | Abu Dhabi (Emirat) | Vereinigte Arabische Emirate |
| AZL  | –    | Fazenda Tucunare Airport                     | Sapezal              | Mato Grosso        | Brasilien                    |
| AZN  | UTKA |                                              | Andizhan             |                    | Usbekistan                   |
| AZO  | KAZO | Kalamazoo/Battle Creek International Airport | Kalamazoo            | Michigan           | Vereinigte Staaten           |
| AZP  | –    |                                              | Atizapán de Zaragoza | México             | Mexiko                       |
| AZR  | DAUA |                                              | Adrar                | Adrar              | Algerien                     |
| AZS  | MDCY | Flughafen El Catey                           | Samaná               | Samaná             | Dominikanische Republik      |
| AZT  | –    |                                              | Zapatoca             | Santander          | Kolumbien                    |
| AZZ  | FNAM |                                              | Ambriz               | Bengo              | Angola                       |